# Metagene (architetto)
Metagene (in greco antico: Μεταγένης?, Metaghénēs; Cnosso, VI secolo a.C. – VI secolo a.C.) è stato un architetto e inventore greco antico.

## Biografia

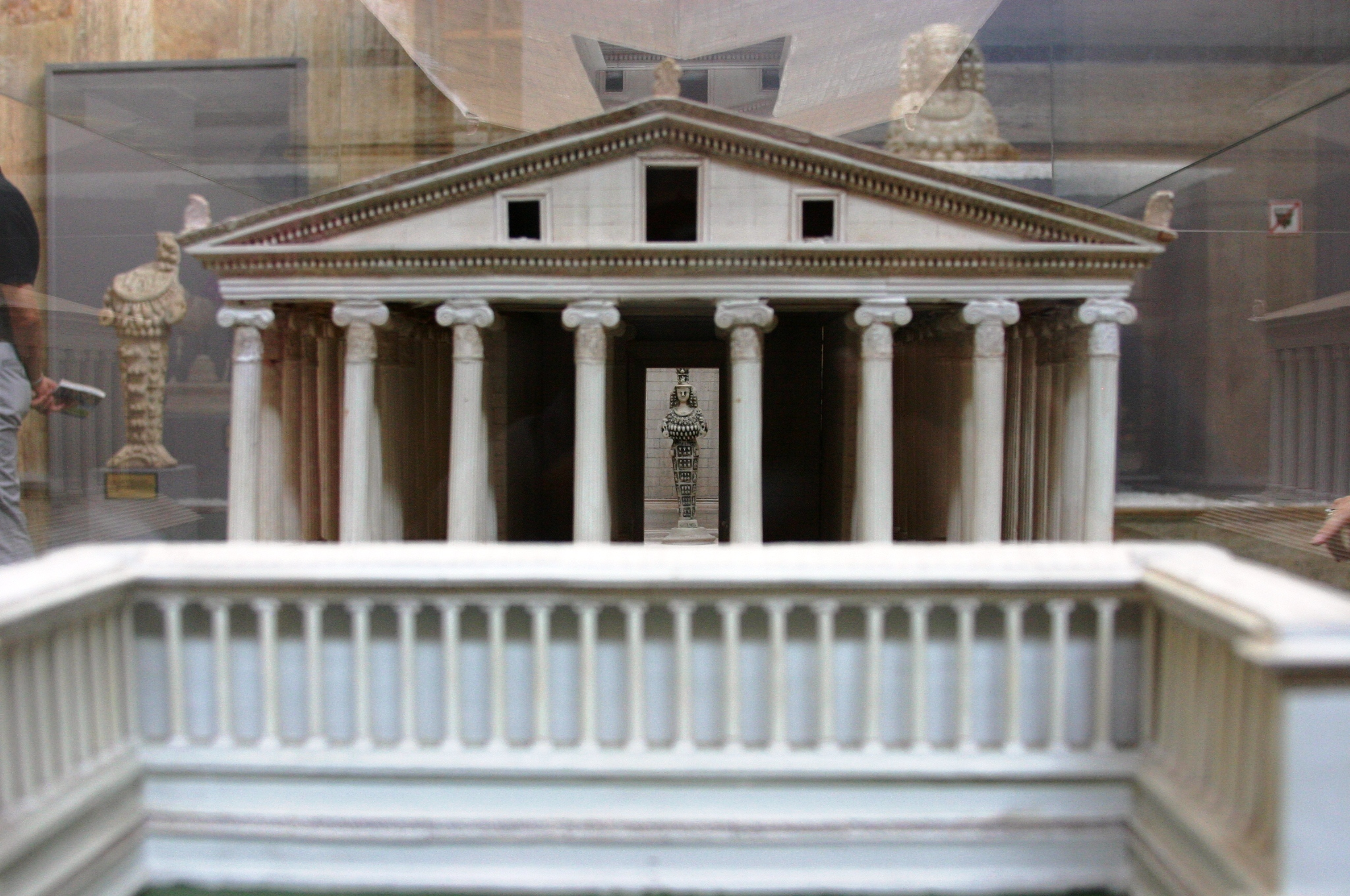
Modellino del tempio secondo le più recenti ipotesi ricostruttive. Si noti la statua della dea al centro del grande edificio, posta in uno spazio vuoto: l'Artemision infatti doveva presentarsi come una sorta di cortile circondato da un immenso portico, il cui aspetto esterno tuttavia rievocava l'immagine canonica del tempio a capanna.

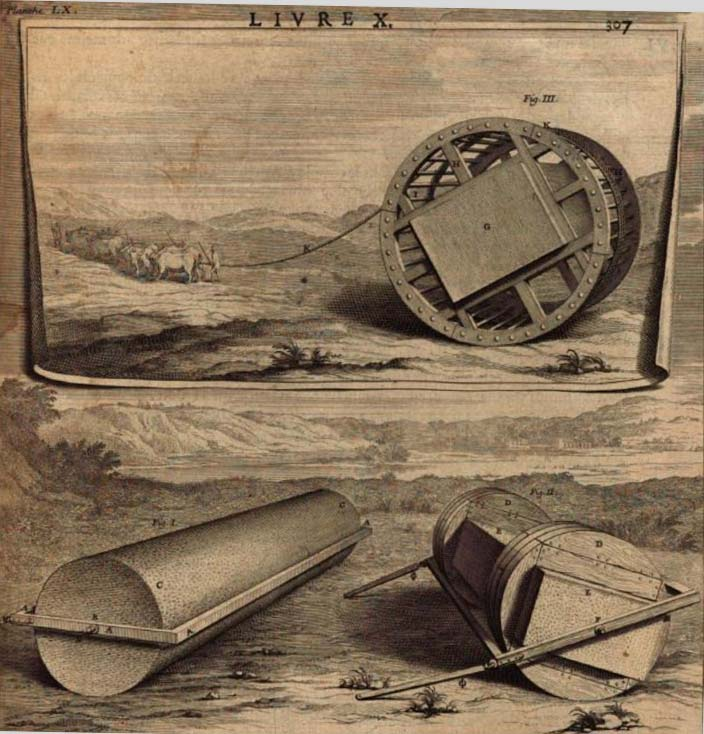
Macchine descritte da Vitruvio in I dieci libri di architettura, utilizzate da Metagene per trasportare pietre di dimensioni significative, dalla cava al tempio.

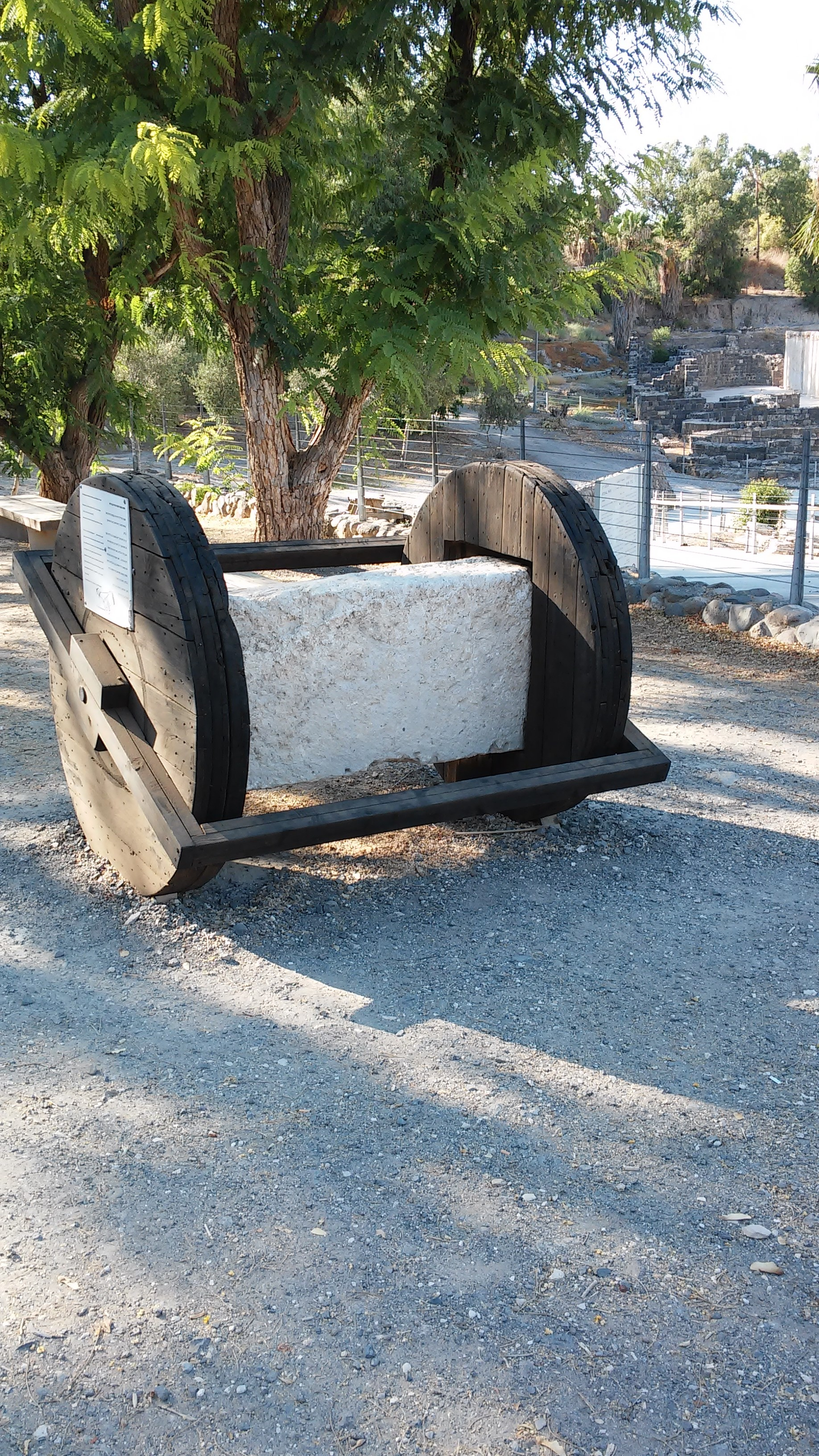
Una ricostruzione delle macchine utilizzate da Metagene per il trasporto di pietre pesanti.

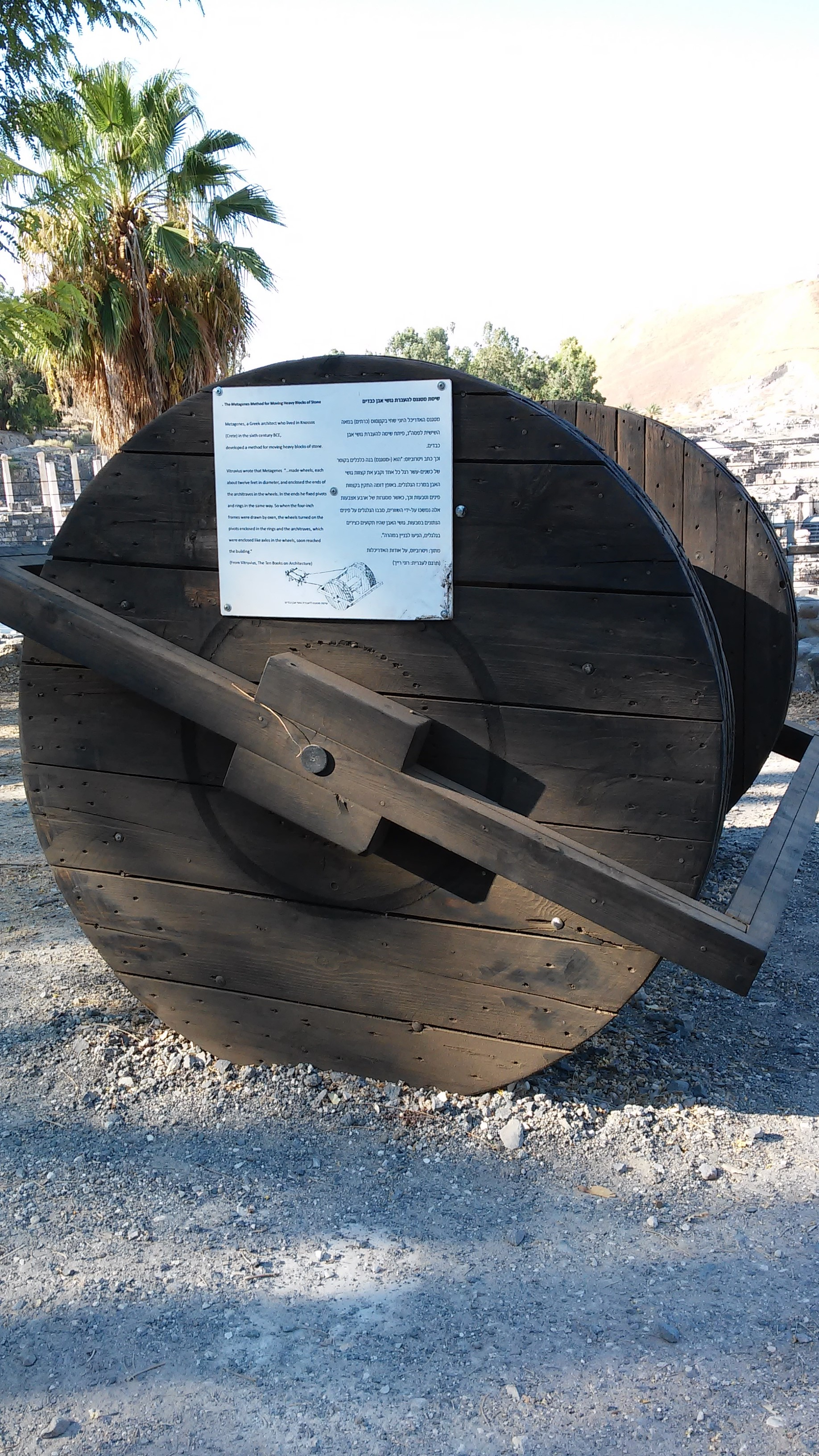
Una ricostruzione delle macchine utilizzate da Metagene per il trasporto di pietre pesanti.

Metagene nacque a Cnosso, nell'isola di Creta, figlio dell'architetto Chersifrone.
Metagene fu attivo nella seconda metà del VI secolo a.C.
Metagene collaborò con Teodoro di Samo, esperto di fondazioni in terreno paludoso, e col padre alla costruzione dell'Artemisio di Efeso, considerato una delle sette meraviglie del mondo antico, e assieme al padre scrisse un documento riguardante questo edificio, di cui parlano Vitruvio e Plinio il Vecchio.
Plinio il Vecchio riferisce che il tempio era stato costruito da Chersifrone di Cnosso, che secondo Vitruvio (80 a.C. - 15 circa) fu aiutato dal figlio Metagene. Nel trattato scritto dai due architetti erano descritte le notizie sulle tecniche da loro adottate per trasportare le colonne e poi gli architravi dalla cava, grazie all'utilizzo di macchine tirate dai buoi da loro inventate, e per innalzare poi gli architravi sulle colonne.
Anche Strabone (ante 60 a.C. - 24 circa) riferisce di Chersifrone come architetto del tempio arcaico, seguito da un altro di cui non fa il nome e che avrebbe allargato l'edificio.
Secondo Diogene Laerzio (180-240) per le fondamenta del tempio collaborò alla progettazione anche l'architetto Teodoro di Samo, figlio di Rhoikos, che aveva lavorato, inizialmente con il padre, anche per l'Heraion di Samo: secondo Plinio, per evitare i problemi posti dal terreno su cui era costruito il tempio, paludoso e poco solido, le fondamenta poggiavano su un letto di carbone schiacciato e lana.
Quando Chersifrone si ritirò, Metagene continuò l'opera iniziata dal padre. Dato che l'edificio era voluminoso, e arduo posizionare le fondamenta a causa del terreno di natura paludosa, Chersifrone si occupò soprattutto della preparazione del terreno e del trasporto delle grosse colonne: Metagene invece realizzò la costruzione vera e propria con l'innalzamento delle colonne, il trasporto e la installazione degli architravi.
Gli storici dell'arte ipotizzano che la prima attività di Metagene e del padre si sia effettuata già nella Ionia al tempo di Aliatte II, a dimostrazione della diffusione dell'attività dei Dedalidi di Creta in tutto l'Egeo, e dell'importanza dell'architettura della civiltà minoica assieme a quella anatolica e mesopotamica.